# Sphaeronella microcephala
Sphaeronella microcephala is een eenoogkreeftjessoort uit de familie van de Nicothoidae. De wetenschappelijke naam van de soort is voor het eerst geldig gepubliceerd in 1893 door Giard & Bonnier.